# Wilson (Nowy Jork)
Wilson – miasto w Stanach Zjednoczonych, w stanie Nowy Jork, w hrabstwie Niagara.